# Psittacula eupatria
Psittacula eupatria é uma espécie de ave da família Psittaculidae e do gênero Psittacula. Conhecido popularmente como grande-alexandre ou papagaio-alexandrino.
Essa espécie é nativa do Sul da Ásia. Tem uma esperança média de vida entre os 12 e 15 anos na natureza e entre os 30 e 40 anos em cativeiro.

## História e definição
O grande-alexandre ou papagaio-alexandrino de nome científico Psittacula Eupatria, é um papagaio de tamanho médio do gênero Psittacula da família Psittaculidae. Tem o nome de Alexandre, o Grande que transportou numerosas aves dessa espécie de Punjab na Índia para vários países e regiões europeias e mediterrânicas, onde foram valorizados pela realeza, nobreza e senhores da guerra.
O grande-alexandre estabeleceu populações selvagens na Espanha, Inglaterra, Bélgica, Holanda, Alemanha, Turquia, Arábia Saudita, Bahrein, Qatar, Emirados Árabes Unidos, Irã, Hong Kong e Japão, onde vive ao lado de populações selvagens de seu parente próximo, o periquito-de-colar ou Ring Neck Psittacula krameri.  

## Taxonomia e etimologia
O grande-alexandre foi descrito pela primeira vez pelo zoólogo francês Mathurin Jacques Brisson como Psittaca Ginginiana ou "La Perruche de Gingi" (O Periquito de Gingi) em 1760; na cidade de Gingee que fica no estado de Tamil Nadu, no sudeste da Índia, onde séculos depois fora construído o Forte Gingee, que seria então um posto avançado francês. As aves podem, no entanto, apenas terem sido mantidas em cativeiro lá. Carl Linnaeus redescreveu o grande-alexandre em 1766 como Psittacus eupatria. 
O nome do gênero Psittacula é um diminutivo da palavra latina psittacus que significa "papagaio", e o nome específico eupatria é derivado do grego antigo palavras eu- significando "bem" e patriá significando "descida".

## Filogenia

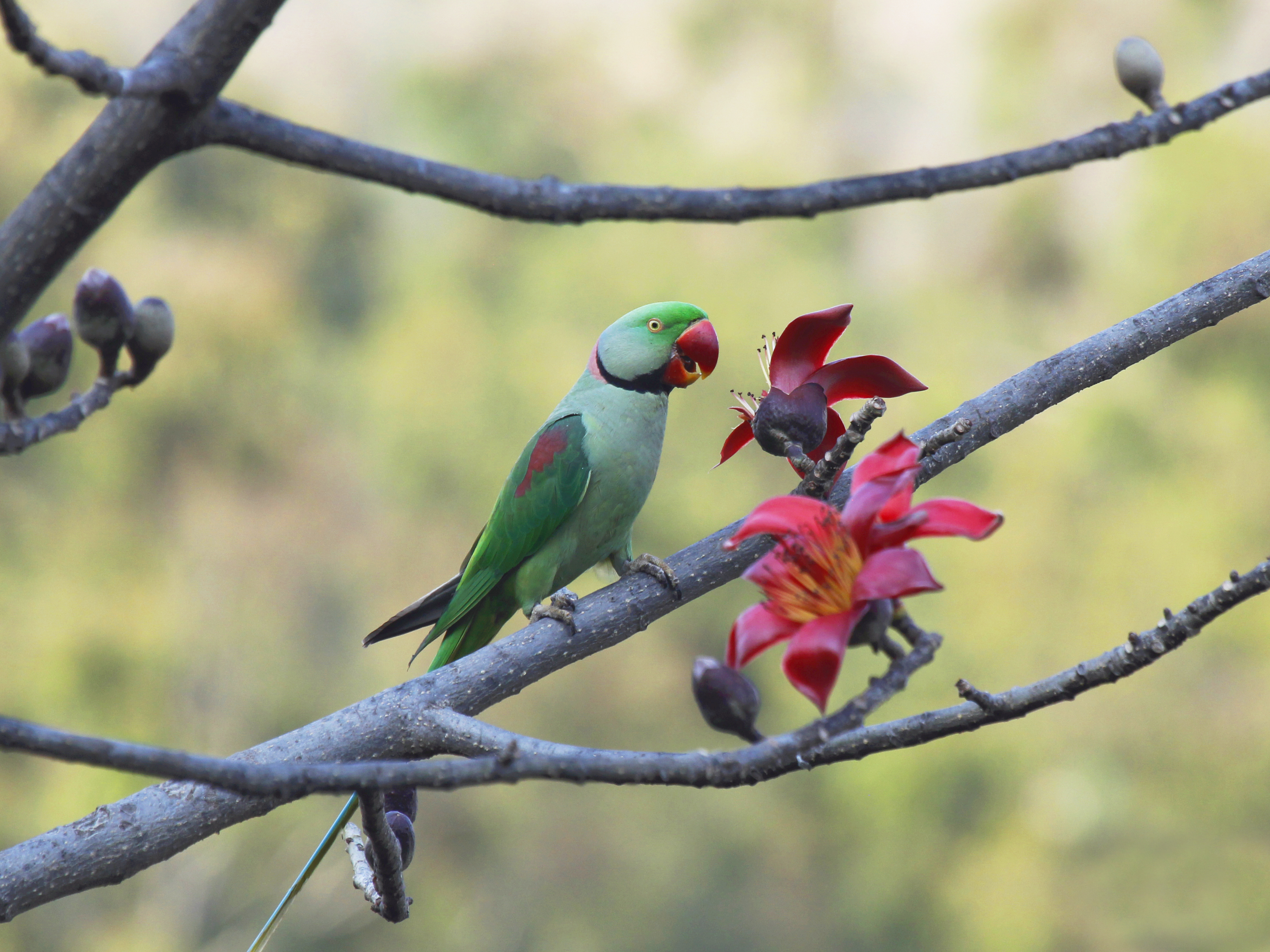
O grande-alexandre na natureza.

A análise genética das sequências mitocondriais do citocromo B de papagaios Psittacula mostrou que o grande-alexandre por ser da espécie Psittacula, divergiu da linhagem que deu origem ao Periquito-de-colar ou Ring Neck Psittacula krameri, ao Periquito-das-Seychelles Psittacula Wardi, ao Periquito-cabeça-de-ameixa Psittacula cyanocephalla, ao Periquito-Moustache Psittacula alexandri, ao Periquito-da-china Psittacula derbiana, ao Periquito-do-himalaia Psittacula hymalaiana, ao Periquito-de-malabar Psittacula colboides, Periquito-de-cabeça-cinza Psittacula finschii, ao Periquito-de-cabeça-rosa Psittacula roseata, ao Periquito-de-colarinho-verde Psittacula calthropae, ao Periquito-de-nicobar Psittacula caniceps, ao Periquito-de-Maurício Psittacula eques e aos lamentávelmente extintos Periquito-de-Rodrigues Psittacula exsul e Periquito-cinzento-de-Maurício Psittacula bensoni há cerca de 5 milhões de anos.

## Descrição

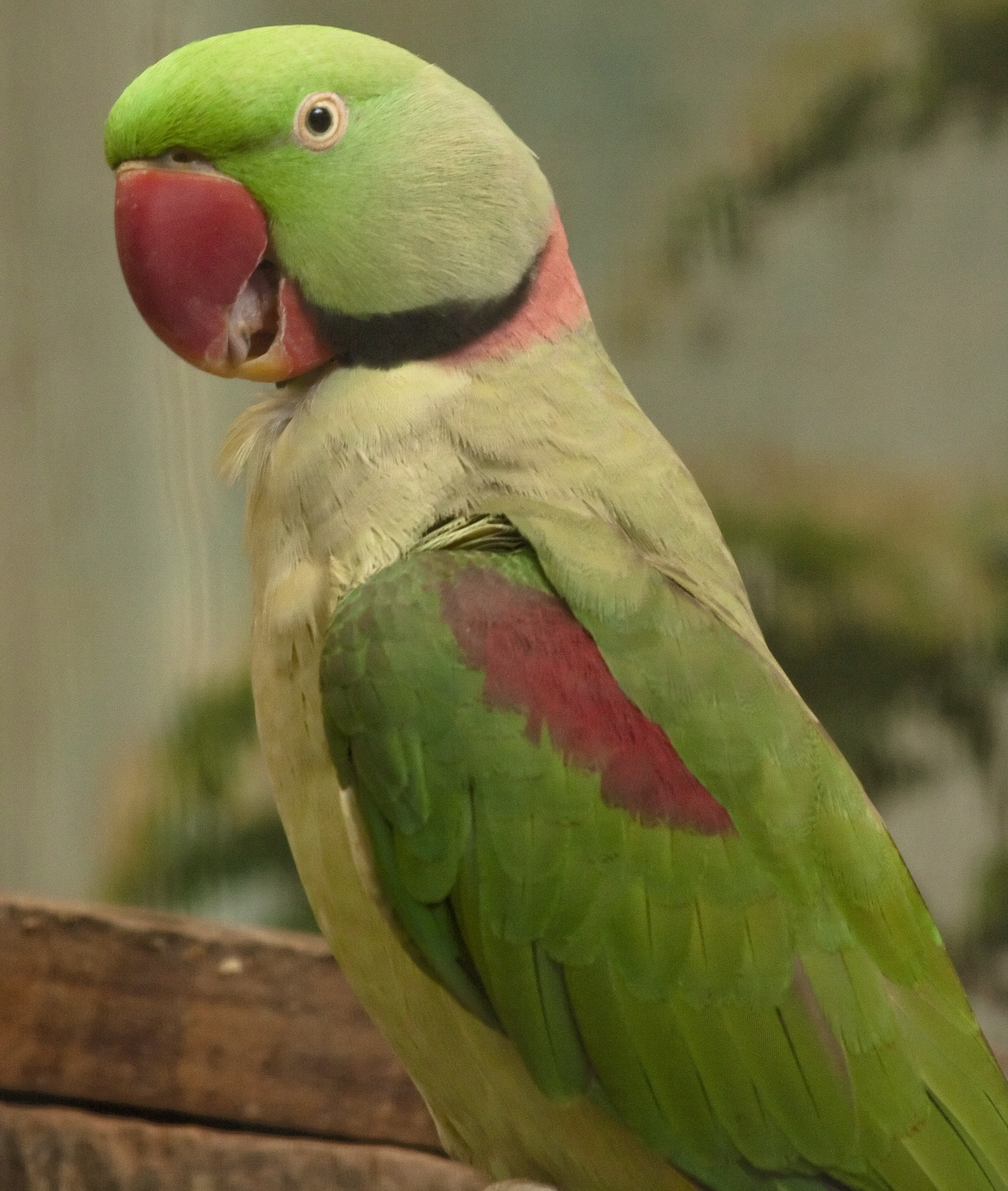
Macho da espécie. Nota-se o colar preto rosa que o diferencia da fêmea.

O grande-alexandre é um dos maiores papagaios do mundo, medindo de 56 a 62 cm (22 a 24 polegadas) do topo da cabeça até a ponta da cauda e pesando 200 a 300 g (7,1 a 10,6 oz). A cauda mede 28 a 35 cm (11 a 14 in). É predominantemente verde, com um brilho azul-acinzentado nas bochechas e nuca, abdômen verde-amarelo, mancha vermelha nos ombros e bico vermelho com pontas amarelas. A parte superior da cauda passa de verde no topo a azul mais abaixo, e é amarela na ponta. A parte inferior da cauda é amarela.
Os adultos são sexualmente dimórficos. Os machos adultos têm uma faixa preta sob as bochechas seguindo um anel preto até a nuca e uma faixa rosa na nuca. As fêmeas adultas não têm uma faixa preta nas bochechas inferiores e uma faixa rosa na nuca. Os jovens são semelhantes em aparência às fêmeas adultas, mas possuem caudas mais curtas.

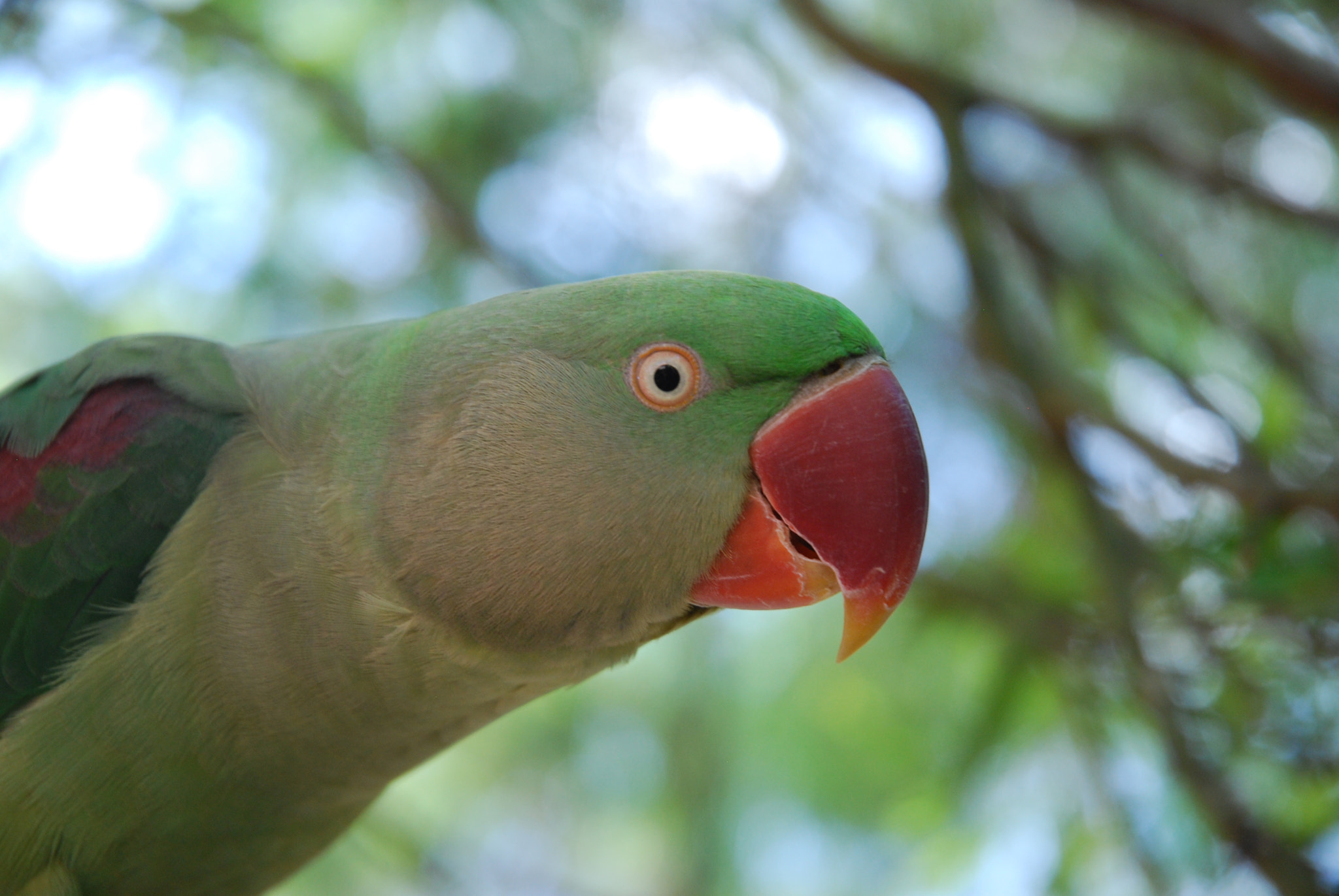
Fêmea da espécie: não possui o colar preto rosa.

## Subespécies
Cinco subespécies de grandes-alexandres são atualmente reconhecidas. Informações sobre as diferenças de distribuição e plumagem das diferentes subespécies são dadas abaixo.
Subespécie 1. Grande-alexandre Psittacula eupatria eupatria, distribuída na Índia Ocidental, no Sul da Índia e em Sri Lanka. Nota: Nomeia a espécie.

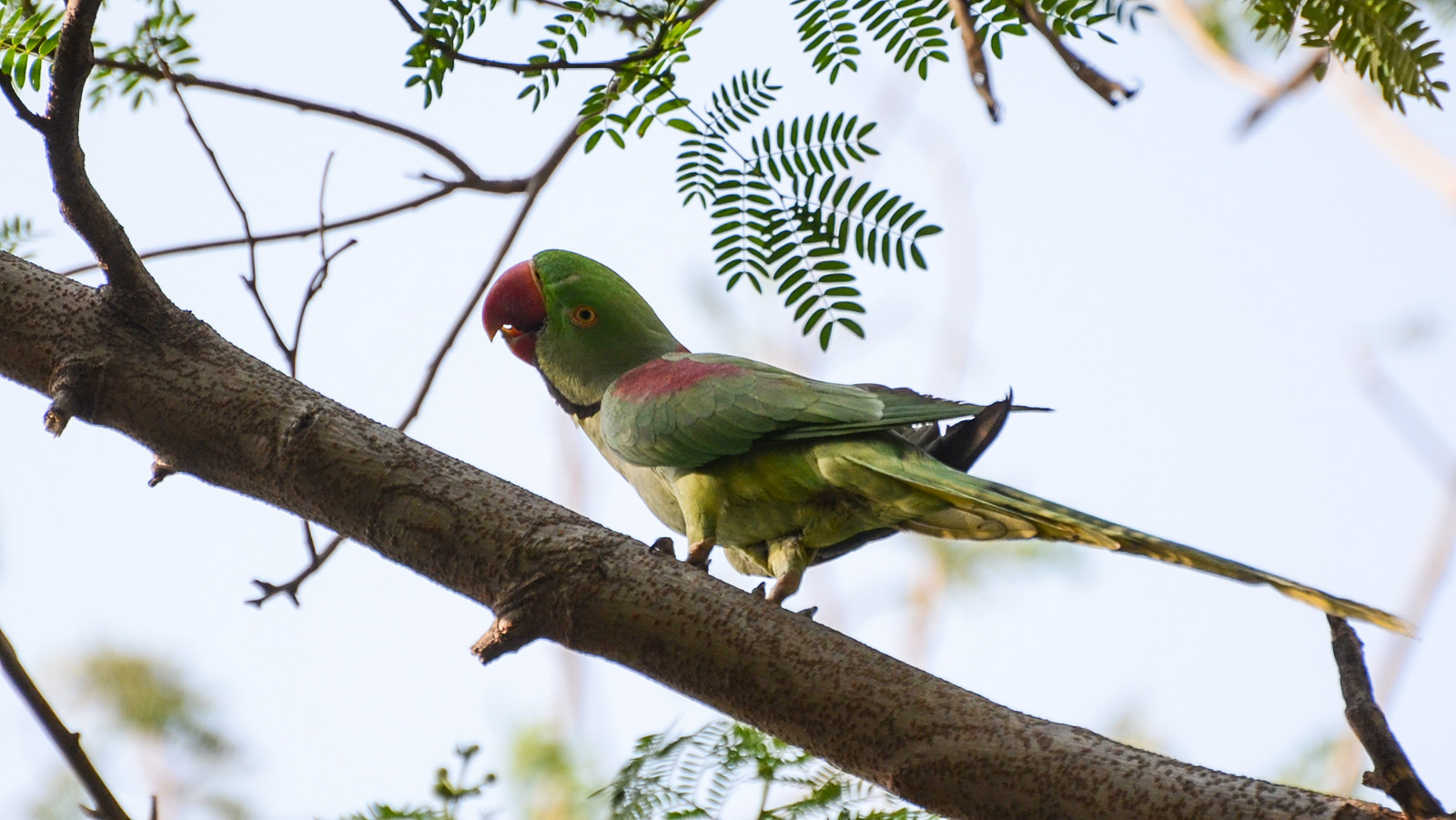
Psittacula eupatria eupatria.

Subespécie 2. Grande-papagaio-indiano Psittacula eupatria nipalensis, distribuída no Afeganistão Oriental, Paquistão, Norte da Índia, Índia Central, Leste da Índia, Nepal e Butão. Nota: É maior que as subespécies nomeadas e mais verde-acinzentado. A parte de trás da cabeça e bochechas são lavadas com azul. Os machos adultos têm uma faixa preta mais larga na bochecha inferior.
Subespécie 3. Grande-papagaio-birmanês Psittacula eupatria avensis, distribuída no Nordeste da Índia, Bangladesh e Mianmar. Nota: Tem um bico menor do que as subespécies nominais. Os machos se parecem com P. e. nipalensis, no entanto, o pescoço e as partes inferiores são mais amareladas e há uma estreita faixa azul no pescoço.
Subespécie 4. Grande-papagaio-de-andaman Psittacula eupatria magnirostris, distribuída nas Ilhas Andaman e Ilhas Coco. Nota: É um pouco maior do que a subespécie nomeada e tem um bico maior e mais brilhante. Os machos têm uma faixa azul estreita acima da faixa da nuca.
Subespécie 5. Papagaio-tailandês com colar rosa Psittacula eupatria siamensis, distribuída no Vietnã, Camboja, Laos e Tailândia. Nota: É menor do que a subespécie nomeada e tem um a mancha rosa da asa mais pálida. Ele também tem o rosto e pescoço amarelado. Os machos se parecem com P. e. avensis, no entanto, a parte de trás da cabeça e nuca são lavadas com azul.

## Ecologia e Comportamento
O grande-alexandre vive em florestas, bosques, terras agrícolas e florestas de mangue a altitudes de até 900 m (3.000 pés). Ele come uma variedade de sementes selvagens e cultivadas, botões, frutas e nozes. Os bandos podem causar grandes danos ao amadurecimento de frutas e grãos, como milho e trigo. Geralmente vive em pequenos rebanhos, mas forma grupos maiores em áreas onde a comida é abundante ou nos poleiros comuns.
O grande-alexandre tem uma variedade de chamadas, incluindo um trollieu tocando, alto kree-aar ou keeak, klak-klak-klak-klak profundo e gr-aak ressonante. Suas chamadas são geralmente mais profundas, mais duras e mais ressonantes do que as do Periquito-de-colar (Ring Neck). Sua voz se torna mais dura quando alarmada, e grita alto quando está assediando predadores. Os bandos ocasionalmente vocalizam animadamente juntos. É conhecido por imitar a fala humana em cativeiro.

## Reprodução
Os Grandes Alexandres se reproduzem de novembro a abril em sua variedade nativa. Eles costumam se aninhar em cavidades de árvores, mas às vezes usam buracos de árvores escavados por eles mesmos ou rachaduras em prédios. As fêmeas colocam de 2 a 4 ovos ovais, de forma ovalada e romba, medindo 27 a 34 mm (1,1 a 1,3 pol). O período médio de incubação é de 24 dias. Nessa época a fêmea fica completamente dependente do macho agindo como uma inválida esperando ser alimentada e não sai do ninho em hipótese alguma, enquanto que o macho, por sua vez, passa o dia saindo em busca de alimento, e ao retornar, regurgita grande parte do que conseguiu direto no bico da fêmea.  Os filhotes têm cerca de 7 de cm e dependem de seus pais até 3 a 4 meses de idade. 

## Avicultura
Grandes-alexandres são aves de estimação relativamente populares, devido à sua longa vida em cativeiro, comportamento lúdico e capacidade de imitar a fala humana. Acredita-se que Alexandre, o Grande, tenha mantido um como animal de estimação.
Eles são uma das aves de gaiola mais procuradas no mercado indiano. De acordo com dados do CITES, pelo menos 57.772 papagaios Alexandrinos foram importados para países fora de sua faixa nativa entre 1981 e 2014. 

## Alimentação
Na natureza, comem frutas, verduras, legumes, sementes, grãos e até partes de flores. Em cativeiro, costuma-se oferecer ração comercial específica, sementes, grãos e frutas.

## Conservação
O grande-alexandre está listado como quase ameaçado pela União Internacional para a Conservação da Natureza (IUCN) por causa de seu declínio populacional em sua faixa nativa devido à perda de habitat, perseguição e captura excessiva para atender às demandas do comércio ilegal de vida selvagem. É esporádica no sul da Índia, incomum em Bangladesh, e declínio em Bengala do Norte e em certas partes do Sri Lanka. Ela sofreu os maiores declínios populacionais nas províncias de Sindh e Punjab, no Paquistão, no Laos, no noroeste e no sudoeste do Camboja, e na Tailândia.
A venda de grandes-alexandres é proibida no Paquistão, mas eles podem ser encontrados sendo vendidos abertamente nos mercados de Lahore e Rawalpindi. Sua venda também é proibida na Índia e, no entanto, eles são vendidos em plena luz do dia nos mercados urbanos de aves, sugerindo que o governo indiano está alocando recursos insuficientes para sua proteção.

## Cultura
Tailândia, Mongólia e Irã emitiram selos postais que retratam o papagaio-alexandrino.